# Quan hệ Cuba – Vương quốc Liên hiệp Anh
Quan hệ Cuba – Vương quốc Liên hiệp Anh là quan hệ song phương giữa Cuba và Vương quốc Liên hiệp Anh.

## Giao thương
Năm 1964, Cuba đã đặt hàng mười đầu máy xe lửa chạy bằng điện-diesel tương tự như British Rail Class 47 từ một nhà sản xuất Anh.

## Quan hệ
Năm 2019, Hoàng tử Charles của Vương quốc Liên hiệp Anh đã có chuyến thăm chính thức tới Cuba.
Năm 2021, Cuba và Vương quốc Liên hiệp Anh đã công bố ý định tăng cường quan hệ song phương.